# Чичканы
Чичка́ны (чув. Чӗчкен) — деревня в Комсомольском районе Чувашской Республики России. Входит в состав Чичканского сельского поселения.

## История
1667 год считается началом истории деревни Чичканы, когда татарские переселенцы из деревни Урмаево поселились на этом месте. По другим источникам, первопоселенцами были 3 семьи: одна семья из деревни Бикшики, вторая-из Цильны Ульяновской области, третья - Мижгары из Горьковской области.
«Издревле здешние переселенцы, а облюбовали они правый берег реки Хундурла, славились кустарным промыслом. Для пойки лошадей и коров изготовляли большие корыта путем выдалбливания толстых бревен из лип. Мастерски изготовленные корта стали пользоваться большим спросом среди населения. Оттого и свой населенный пункт назвали «Тигэнэлек» (корыто). Умельцы стали возить свои иделия по базарам, слава о качестве и товаре быстро распространилась и товар стал пользоваться большим спросом. Транспорта для отправки товара было не много, поэтому желающие его купить приезжали за ним сами. Информации о деревне, месте производства, было немного, а вот купца Чичканова из соседней деревни Чурачки знали многие, поэтому и ориентировались по нему. Поэтому со временем поселение назвали Чичканово, а после 1950 года - Чичканы. Кроме корыт здесь изготавливали: бочки, квашни, ведра, маслобойки, деревянную  
утварь, плели лапти,  женщины, кроме полевых работ, пряли лен, шерсть, ткали холсты и сукна для себя и на продажу.
В 1718 году чуваши и татары Свияжского, Цивильского, Симбирского уездов переведены в разряд государственных крестьян по указу Петра 1. Крестьяне были наделены лошманской поверхностью, а именно должны были подготавливать корабельные леса: рубить вековые дубовые деревья и поставлять на пристани Волги. Эта повинность продолжалась до конца 18 века. В 1835 году крестьяне получили статус «удельных», то есть крестьянами  царской семьи. Плодородные земли Симбирской Губернии стали принадлежать царю ( на тот момент Николаю I). 
В 1795 году по данным переписи число дворов было 40, проживало 281 человек.

## География
Деревня находится в юго-восточной части Чувашии, в пределах Чувашского плато, в зоне хвойно-широколиственных лесов, на правом берегу реки Хундурлы, на расстоянии примерно 7 километров (по прямой) к юго-западу от села Комсомольского, административного центра района. Абсолютная высота — 133 метра над уровнем моря.

### Климат
Климат характеризуется как умеренно континентальный, с морозной снежной зимой и тёплым летом. Среднегодовая температура воздуха — 3,1 °С. Средняя температура воздуха самого тёплого месяца (июля) — 18,7 °C (абсолютный максимум — 37 °C); самого холодного (января) — −13 °C (абсолютный минимум — −49 °C). Безморозный период длится около 142 дней. Среднегодовое количество атмосферных осадков составляет 490 мм, из которых большая часть выпадает в тёплый период. Снежный покров держится в течение 147 дней.

### Часовой пояс
Деревня Чичканы, как и вся Чувашия, находится в часовой зоне МСК (московское время). Смещение применяемого времени относительно UTC составляет +3:00.

## Население
| 2010 | 2012 |
| ---- | ---- |
| 843  | ↗887 |

### Половой состав
По данным Всероссийской переписи населения 2010 года в гендерной структуре населения мужчины составляли 47,1 %, женщины — соответственно 52,9 %.

### Национальный состав
Согласно результатам переписи 2002 года, в национальной структуре населения татары составляли 99 % из 845 чел.

## Религия
Мечети
- Мечеть